# シソーラス
シソーラス（英：thesaurus、（複）thesauri）は、対象に索引付けをする際における表記を規定する統制語彙の一形態。索引付けおよび検索における一様性と一貫性を確保し、意味の曖昧さを最小化することを目的とする。

## 概要
ANSI/NISO Z39.19 規格によれば、シソーラスは「情報検索システム、ウェブサイト、またはその他の情報源に収録するために記述されるべきあらゆる項目」に関連付けられる意味メタデータを伝えるための優先語の付与を支援するためのものである。
シソーラスはある主題を扱う際、索引付けと検索の両方が同じ単語や組み合わせを選べるように導く。情報検索用シソーラスの国際規格であるISO 25964は、「概念が言葉で表され、概念間の関係も示され、同義語または準同義語についての参照項目が付随する、構造化された統制語彙」と定義している。
シソーラスは少なくとも次の三要素から構成される。
- 単語のリスト
- 単語間の関係、階層（例：親・上位語、子・下位語、同義語など）
- 使用方法

シソーラスは自然言語処理の分野でも重要な位置にあり、『分類語彙表』や『EDR概念体系辞書』のように電子データベース化しているものもある。データベース化したシソーラスは木構造、または表形式で成り立っている。ただし、全文検索システムで利用する「あいまい検索」もシソーラスを利用して行われているとは限らない。

## 歴史
歴史を通じて、人々は大規模な情報集積があるところでは常に、知りたい情報を的確に得たいという問題に直面してきた。文書を分類体系で整序するという方法は、あくまで部分的な解決策に過ぎなかった。別のアプローチは、分類コードではなく、単語を用いて文書に索引を付すことであった。1940〜1950年代には、カルヴァン・ムーア（英語版）、チャールズ・A・ベルニエ、エヴァン・J・クレイン (図書館情報学)、ハンス・ピーター・ルーン（英語版）といった先駆者が、索引用語をさまざまな形式のリストに集成し、それを「シソーラス」と呼んだ（ピーター・マーク・ロジェが編んだ著名なシソーラスにならった命名である）。この種のリストで情報検索に本格的に用いられた最初のものは、1959年にデュポンで作成されたシソーラスであった。
こうしたリストのうち最初に刊行された二つは「米国軍事技術情報機関（現アメリカ国防技術情報センター）シソーラス」（1960年）と、デュポンのシソーラスの系譜に連なる「米国化学工学会（英語版）シソーラス」（1961年）であった。続いて刊行が相次ぎ、最終的には Engineers Joint Council と米国国防総省が共同で刊行した「科学工学シソーラス（TEST）」（1967年）へと結実した。TEST は単なる鑑にとどまらず、付録にシソーラスの規則と慣例を提示し、それ以後のシソーラス作成の指針となった。以来、TESTの規則と慣例に従い無数のシソーラスが作られることとなった。
TEST 以降の顕著な革新としては、（a）単一言語から多言語への拡張、(b) 基本となるアルファベット順表示に加え、概念地図を追加したこと、が挙げられる。

### 著名なシソーラス規格
- UNESCO「単一言語シソーラスの整備・開発の指針」（1970年）（1971年および1981年に改訂）
- DIN 1463「単一言語シソーラスの整備・開発の指針」（1972年）
- ISO 2788「単一言語シソーラスの整備・開発の指針」（1974年）（1986年改訂）
- ANSI「シソーラスの構造・構築・利用に関する米国規格」1974年（1980年改訂、その後 ANSI/NISO Z39.19-1993 によって代替）
- ISO 5964「多言語シソーラスの整備・開発の指針」（1985年）
- ANSI/NISO Z39.19「単一言語シソーラスの構築・書式・管理に関する指針」（1993年）（2005年改訂。名称を「単一言語統制語彙の構築・書式・管理の指針」に変更）
- ISO 25964「シソーラスと他の語彙との相互運用性」第1部（情報検索用シソーラス）（2011年）；第2部（他の語彙との相互運用性）（2013年）

シソーラス開発の歴史全体で最も明確に見て取れる潮流は、小規模で孤立した文脈からネットワーク化された世界への移行である。シソーラスが単一言語から多言語の応用へと橋渡ししたことで、情報アクセスは著しく向上した。さらに近年では、最新の ISO や NISO 規格の題名からも分かるように、シソーラスは件名標目体系、分類体系、タクソノミー、オントロジーといった他種の語彙・知識組織体系と連携して機能する必要があるとの認識が広がっている。ISO 25964 の公式ウェブサイトには、読書リストを含む詳細情報が掲載されている。

## 構造
情報検索用シソーラスは、概念間の関係が明確になるように構造化されている。たとえば「柑橘類」は、より広い概念の「果物」にリンクされ、より狭い概念の「オレンジ」「レモン」等にリンクされる。用語がオンラインで表示されるとシソーラスのブラウジングが容易になり、検索に有用な用語を選びやすくなる。ひとつの用語が複数の意味を持ちうる場合（例：「tables（家具）」と「tables（データ表）」）、それらは別個に掲出され、ユーザーがどの概念を検索するかを選べるようにして無関係な結果の取得を避ける。任意の一つの概念については既知の同義語がすべて列挙され（例：「mad cow disease（狂牛病）」「bovine spongiform encephalopathy」「BSE」など）、すべての索引付け者と検索者が同じ概念に対して同じ用語を使うように導き、検索結果を可能なかぎり完全なものにすることを目指す。シソーラスが多言語であれば、他言語の同等語も併記される。国際規格に従い、概念は一般にファセット内で階層的に配列されるか、テーマ・トピックごとに分類される。文学的用途の一般的な類語辞典とは異なり、情報検索用シソーラスは通常、特定の学問分野・主題・研究領域に焦点を当てる。

## 代表的なシソーラス

### 日本語のもの
- 『分類語彙表』（国立国語研究所）
- 『日本語語彙大系』（岩波書店）
- 『角川類語国語辞典』（角川書店）
- 『日本語大シソーラス』（大修館書店）
- 『EDR概念体系辞書』（EDRプロジェクト）
- 『デジタル類語辞典』（ジャングル）
- 『JST科学技術用語シソーラス』（JST科学技術振興機構）
- 『医学用語シソーラス』（NPO医学中央雑誌刊行会）

### 英語のもの
- 『オックスフォード英語類語辞典』
- 『ロジェ・シソーラス』Roget's Thesaurus of English Words and Phrases（英語語句宝典、1852、1911） - 初版はピーター・マーク・ロジェによる。
- 『WordNet』電子化されたデータベース - Princeton University, USA
- 『MeSH (Medical Subject Headings)』生命科学の文献管理検索用語のデータベース

### 多言語のもの
- 『EuroVoc（英語版）』 - 欧州連合での用語統一のために主として法律用語領域で作成された24言語シソーラス
- 『EU共同用語データベース（IATE）（英語版）』 - 欧州連合の諸機関における用語統一のために、各機関の用語ベース（英語版）を統一したもの。
- 『欧州議会用語調整ユニット（英語版）』 - 欧州議会の24言語の翻訳および用語統一を支援するための用語学者および翻訳家ユニット。
- 『国際関係・地域研究に関する欧州シソーラス（英語版）』 - ヨーロッパの国際関係と地域研究に関する多言語シソーラス